# Harrisleefeld
Harrisleefeld (dänisch Harreslevmark) ist ein Ortsteil der Gemeinde Harrislee.

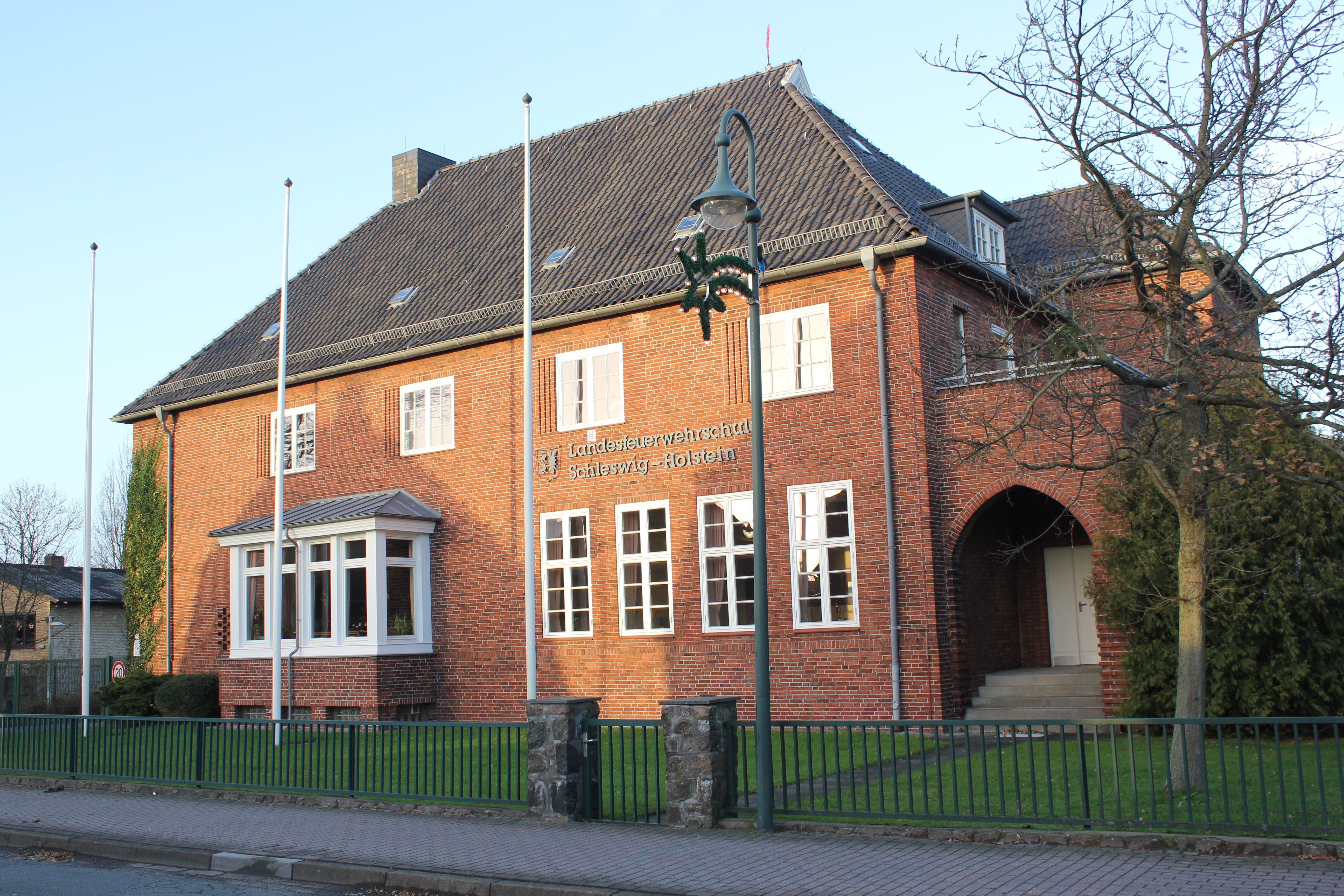
Die Landesfeuerwehrschule Schleswig-Holstein im Ortsteil Harrisleefeld wurde als Arbeiter-Volkshochschule erbaut und 1936 zur Feuerwehrschule umgenutzt.

## Lage
Der Kernbereich von Harrisleefeld liegt ungefähr im Bereich zwischen der Harrisleer Umgehung und der Süderstraße von der Grenzstraße bis ungefähr zur Straße Zur Höhe. Nördlich von Harrisleefeld liegen Katharinenhof und der Ortsteil Slukefter. Weiter westlich liegt das Harrisleer Zentrum, mit Harrisleer Marktplatz. Südlich liegt die Marienhölzung, im Stadtgebiet Flensburgs.

## Geschichte
- Karte mit allen Koordinaten:
- OSM |
- WikiMap

### Entstehung
Zunächst bezeichnete der Name Harrisleefeld offenbar ein kultiviertes, aber unbewohntes Gebiet des Dorfes Harrislee. Auf einer ersten, detailreicheren Stadtkarte von Flensburg aus dem Jahr 1779 wurde das Gebiet schon unter dem Namen „Harrislee Feld“ ausgewiesen und als eine landwirtschaftliche Fläche mit angrenzenden Ziegeleien gekennzeichnet.
Die Backsteinproduktion hatte seit dem Mittelalter an Bedeutung im Raum an der Flensburger Förde gewonnen. Auch an der alten Landstraße nach Harrislee entstanden nach und nach Ziegeleien. 1739 entstand die Ziegelei Katharinenhof, eine besonders große Ziegelei, bei Harrisleefeld ( 54° 48′ 7″ N, 9° 24′ 20″ O ). 1769 errichtete der Harrisleer Bauer Calle Petersen mit finanzieller Unterstützung des Handewitter Pastors zudem eine Ziegelei im Bereich der heutigen Straße Hechtenteich, westlich von Harrisleefeld ( 54° 47′ 51″ N, 9° 23′ 42″ O ). Eine weitere Ziegelei westlich von Harrisleefeld, lag an der heutigen Straße am Teich ( 54° 47′ 56″ N, 9° 24′ 5″ O ). Der heutige Krebsteich diente als Lehmkuhle und an der Süderstraße 48 blieb die Fabrikantenvilla der besagten Ziegelei erhalten. Zwei weitere Ziegeleien lagen weiter östlich, im Flensburger Stadtfeld. Die älteste von diesen beiden, war Jensens Ziegelei (Neustadt 37), die seit dem 18. Jahrhundert bezeugt ist. Die Ziegelei Jordt befand sich wieder direkt an der Straße nach Harrislee (Jordts Fabrikantenvilla, Harrisler Straße 52 b).
Neben diesen Ziegeleibetrieben entstanden im 19. Jahrhundert weitere Industriebetriebe im Bereich der Flensburger Neustadt und Nordstadt, was städtebaulich zu weiteren Wachstumsimpulsen führen sollte. Nach dem Deutsch-Dänischen Krieg entwickelte sich der Norden der Stadt verstärkt zum führenden Industriestandort Flensburgs, mit verschiedenen Betrieben, Fabriken, mehreren Ziegeleien und seit 1872 der aufstrebenden Werft. In Folge wuchs die Bevölkerung stark an. An der Harrisleer Straße, die weiterhin die Ziegeleien in Harrislee städtebaulich mit Flensburg verband, entstanden Wohnungen für Arbeiter. Am oberen Ende der Harrisleer Straße entstand schließlich die Arbeitersiedlung Harrisleefeld, südöstlich vom ursprünglichen, landwirtschaftlich geprägten Harrislee. Eine Statistik aus dem Jahr 1871 verzeichnete schon 148 Einwohner in Harrisleefeld. Um 1885 entwickelte sich die gesamte Harrisleer Straße zu einem dicht bebauten Arbeiterwohngebiet. Die unweit gelegene Apenrader Straße entwickelte sich im Übrigen in besagter Zeit ebenfalls zu einem Arbeiterwohngebiet.

### Schrittweiser Ausbau
Die Bebauung mit Mietshäusern für die Arbeiter sollte noch vor dem Ersten Weltkrieg abgeschlossen werden. Im östlichen Bereich der Süderstraße und ihren Nebenstraßen entstanden typische Arbeiterwohnhäuser im Stil der Epoche. Nachdem eine große Zahl Arbeiter nach Harrisleefeld gezogen waren, verbesserte sich in der Folgezeit die dortige Infrastruktur.
1892 wurde auf Grund steigender Schülerzahlen in Harrislee eine neue dreiklassige Schule am Holmberg ( 54° 48′ 10″ N, 9° 23′ 10″ O ) nordwestlich von Harrisleefeld erbaut und eingeweiht. 1904 wurde, auf Grund beengter Verhältnisse in der alten Schule, der Grundstein für eine neue Schule in der Schulstraße in Harrisleefeld gelegt ( 54° 48′ 1″ N, 9° 24′ 21″ O ). 1926 wurde eine dänische Abteilung, bestehend aus einer Schulklasse mit 24 Kindern, für die Gemeinde Harrislee in dem Schulgebäude in Harrisleefeld genehmigt. Da die Situation der dänischen Abteilung in der öffentlichen Schule als unbefriedigend empfunden wurde, wurde 1929 eine private dänische Grundschule in der benachbarten Thomasstraße 20 gegründet, die ihren Betrieb im April des Jahres aufnahm. Ende des Jahres konnte ein Anbau an den Kindergarten als Schulhaus eingeweiht werden. Im ersten Jahr besuchten 15 Kinder die besagte Schule.
In Harrisleefeld entstanden nach dem Ersten Weltkrieg die drei folgenden öffentlichen Gebäude, die von deutscher Seite als „Dank für das Abstimmungsergebnis von 1920“ gefördert wurden. Erstens: 1926 ein Kinderheim, heute ein ADS-Kindergarten. Zweitens: 1926 das Volkshaus, in dem sich eine Turnhalle mit einer Bühne befand. Sie konnte für Veranstaltungen und sportliche Aktivitäten genutzt werden. Heute befinden sich in dem Gebäude eine Spielhalle, eine Boutique und eine Polsterei. Drittens: 1927/28 entstand eine Heimvolkshochschule neuen Typs mit Internat, die Reichskanzler Hermann Müller am 29. September 1928 mit einer Rede eröffnete. In dieser Arbeiter-Volkshochschule sollten sich fähige Arbeiter und einfache Angestellte mit Studiengängen in Staats- und Rechtswissenschaften, Volkswirtschaftslehre, Finanzwirtschaft und Sozialwissenschaften auf Führungspositionen in staatlichen und kommunalen Verwaltungen vorbereiten. Die Leitung übernahm zunächst der Pädagoge Erwin Marquardt und danach der Ökonom Alfred Kähler. Das Schulgebäude gehört heute der Landesfeuerwehrschule.
1928 erhielt die Gemeinde Harrislee eine eigene Kirche. Die Versöhnungskirche erhielt in einem Feldbereich, zwischen dem alten Bauerndorf Harrislee und Harrisleefeld, ihren Platz.

### Zeit des Nationalsozialismus
Anfang 1933 fand die Machtergreifung der Nationalsozialisten in Deutschland statt. Noch im selben Jahr wurde die Arbeiter-Volkshochschule in Harrisleefeld durch die Nationalsozialisten geschlossen. Drei Jahre später wurde die Landesfeuerwehrschule im Gebäude der ehemaligen Arbeiter-Volkshochschule eröffnet. Kurz darauf wurde zudem die Freiwillige Feuerwehr „Ortswehr Harrisleefeld“ gegründet.
Die Nationalsozialisten übten im Raum Flensburg unter anderem öffentlich Druck auf die dänische Minderheit aus. Die Minderheitspresse (vgl. Flensborg Avis) und jegliche Äußerungen wurden genauestens beobachtet. Die dänische Minderheit bestand zum großen Teil aus der ländlichen und städtischen Unterschicht mit politisch eher linken Positionen. Viele dänisch Gesinnte engagierten sich daher im Widerstand. Seit 1933 wurde das Café Waldheim in der Hainstraße 1 in Harrisleefeld zum wichtigen Knotenpunkt des Widerstands gegen den Nationalsozialismus durch die Sozialdemokraten. Wegen „politischer Unzuverlässigkeit“ wurde das Café von den Nationalsozialisten am 31. Mai 1942 geschlossen. Der zugehörige Gemischtwarenladen, auf den sich die illegalen Aktivitäten nach der Schließung verlagerten, wurde ein Jahr später, am 31. Mai 1943, ebenfalls geschlossen. Eines der SPD-Mitglieder, das sich am Widerstand in Harrislee beteiligte, war Wilhelm Schmehl, der später nach dem Zweiten Weltkrieg einer der Bürgermeister der Gemeinde Harrislee wurde. Aufgrund des öffentlich ausgeübten Drucks auf die dänische Minderheit sanken die Schülerzahlen der dänischen Schule in Harrisleefeld bis 1945 immer stärker, bis nur noch drei Schüler übrig waren. Im Winter 1944/45 wurde schließlich der Schulraum zur Einquartierung von Flüchtlingen beschlagnahmt.
In den letzten Kriegstagen machten sich zahlreiche NS-Verbrecher über die Rattenlinie Nord in Richtung Flensburg auf, da sich dort im Flensburger Vorort Mürwik die letzte Reichsregierung einrichtete. Zwischen dem 29. April und dem 3. Mai traf das Hauptamt der Orpo in Harrisleefeld ein und quartierte sich in der Feuerwehrschule in Harrisleefeld ein. Aus wie vielen Personen das Hauptamt der Orpo unter Alfred Wünnenberg zu diesem Zeitpunkt bestand und welchen Tätigkeiten es dort genau noch nachging, ist zum Großteil unbekannt. Das Hauptamt der Orpo versuchte offenbar primär, durch Erfassung von versprengten Ordnungspolizisten, seine Arbeitsfähigkeit herzustellen. Auch Heinrich Himmler begab sich nach Flensburg, wo er sich an der letzten Reichsregierung im Sonderbereich Mürwik beteiligen wollte, was ihm aber nicht gelang. Himmler hielt sich offenbar an verschiedenen Orten rund um die Stadt auf, da ihm ein durchgehender Aufenthalt in der Stadt zu gefährlich war. In der Zeit vom 3. Mai bis zum 6. Mai 1945 begab sich Himmler auch zur Feuerwehrschule, wo er auf dem Übungsplatz eine Rede über „Sieg und Erneuerung des Großdeutschen Reiches“ hielt. In der Feuerwehrschule erhielt Himmler zudem eine Feuerwehruniform, die er danach offenbar zeitweise trug. Spätestens am 11. Mai 1945 verließ Himmler den Flensburger Raum wieder und flüchtete weiter nach Süden ins Niedersächsische Gebiet, wo er schließlich von britischen Soldaten gefangen genommen wurde und kurz danach am 23. Mai 1945 in Lüneburg durch Suizid starb.
Am 7. Mai 1945, einen Tag bevor die Besetzung der Stadt Flensburg durch die Briten begann, trafen sich in Harrislee 46 Sozialdemokraten und Kommunisten zur Gründung des „Vorläufigen Ausschusses der Flensburger Arbeiterschaft“.

### Nachkriegszeit
Nach der Kapitulation im Mai 1945 wurde der Leiter der Feuerwehrschule Johny Matthiesen durch die englische Militärregierung als Bürgermeister von Harrislee eingesetzt. Matthiesen hatte die Schule von Beginn an bis offenbar ins Jahr 1945 geleitet. Das Gemeindebüro befand sich und verblieb in dieser Zeit in der Hainstraße 1 in Harrisleefeld. Matthiesen verblieb bis zur Kommunalwahl 1946 im Amt. Die im Winter 1944/45 geschlossene dänische Schule nahm im Sommer 1945 den Schulbetrieb wieder auf. Die nach dem Krieg enorm steigende Nachfrage nach dänischem Schulunterricht führte schließlich, in den Jahren 1950 bis 1952, zum Bau der „Harreslev danske Skole“ an der Süderstraße.
Zum Ende des Krieges waren sehr viele Flüchtlinge und Heimatvertriebene in den Flensburger Raum gezogen (vgl. Einwohnerentwicklung von Flensburg). Auch die Gemeinde Harrislee war betroffen. In den folgenden 15 Jahren wurde für Flüchtlinge und Heimatvertriebene im Gebiet Harrislee, in Harrisleefeld, Slukefter und Musbek neuer Wohnraum geschaffen. Harrislee begann weiter zu wachsen. 1950 wurde so auch in der Süderstraße 44 der Kindergarten unter der Trägerschaft des ADS eingerichtet. 1957 wurden des Weiteren 23 Einfamilienhäuser und 4 Mehrfamilienhäuser im Straßenbereich „An der Marienhölzung“ fertiggestellt.
Bürgermeister Wilhelm Schmehl erreichte 1954 die Rückverlegung der Landesfeuerwehrschule nach Harrisleefeld. Seit 1948 hatte sie sich in der Eckernfördener Kaserne Carlshöhe befunden.

### Zusammenwachsen zum Ort Harrislee
Die sechs Ziegeleien Harrislees hatten dank ihrer Wirtschaftskraft eine erhebliche Bedeutung für die Gemeinde. Doch seitdem sich im 20. Jahrhundert Beton als wichtiger Baustoff immer mehr durchsetzte, verschwanden die Ziegeleien nach und nach. Heute erinnern nur noch einige wenige Ortsbezeichnungen an die ehemaligen Ziegeleien bei Flensburg, weniger deutlich Katharinenhof und Krim, wesentlich deutlicher die Ziegeleistraße in Mürwik. 1965 wurde die Ziegelei Katharinenhof bei Harrisleefeld endgültig geschlossen. Die letzte Ziegelei Harrislees, die Ziegelei am Ochsenweg bei Harrisleehof, schloss 1970. Die geschlossenen Ziegeleigelände bei Harrisleefeld wurden nach ihrer Aufgabe renaturiert und neu bebaut. Westlich und östlich der Straße Steinkamp, wo sich zuvor die Ziegelei Katharinenhof befand, wurde 1966–1975 ein Wohngebiet mit mehrstöckigen Häusern und Einfamilienhäusern errichtet. Ende der 1960er Jahre entstanden im Wohngebiet an der Straße Zur Höhe, bei den anderen beiden Ziegeleistandorten von Harrisleefeld, 210 Wohneinheiten (149 Mietwohnungen, 24 Eigentumswohnungen und 37 Einfamilienhäuser). Ein ganzes Stück entfernt von Harrisleefeld, westlich beim Ochsenweg, entstand schon 1962/63 ein Industriegebiet der Gemeinde, so dass in Folge neue, benötigte Arbeitsplätze entstanden.
1967 wurde nördlich von Harrisleefeld die Zentralschule der Gemeinde eröffnet. Der Schulunterricht für die Schüler aus Harrislee, Niehuus und Harrisleefeld wurde noch im besagten Jahr dorthin verlegt. Die deutsche Schule in Harrisleefeld wurde damit also geschlossen. Zwei Jahre später folgten auch die Schüler aus Kupfermühle.
Nördlich, westlich und nordwestlich von Harrisleefeld wurden im Laufe der Zeit die noch freien Flächen bebaut. Schrittweise wuchsen durch langfristige Siedlungsplanung die Ortsteile Harrislee-Dorf, Slukefter und Harrisleefeld zum heutigen Ort Harrislee zusammen. Ungefähr seit den 1960er Jahren wurde westlich von Harrisleefeld in mehreren Schritten gezielt ein Ortskern für den Ort Harrislee geschaffen. Der neue Marktplatz, westlich von Harrisleefeld, entstand schließlich Ende der 1980er/Anfang der 1990er Jahre.
2009 fusionierten auch die Ortswehren Harrislee und Harrisleefeld.

## Verschiedenes
- Der Flensburger Grenzstein Nummer 65 markierte ursprünglich die Grenze zwischen Flensburg und Handewitt. Durch einen Flächentausch im Jahr 1972 wurde weitgehend die Westtangente zur heutigen Grenze.[66] Daher befindet sich der Grenzstein heute zwar am Rand von Harrisleefeld, aber zugleich inmitten des Harrisleer Gebietes ( 54° 47′ 56″ N, 9° 24′ 27″ O ).[67]
- Der Schriftsteller Willy-August Linnemann (1914–1985) wurde in Harrisleefeld geboren.[68]
- Um 1930 gründete Wilhelm Neuen, der zuvor bei Stollwerck gearbeitet hatte, in der Thomasstraße Nr. 16 eine Bonbonfabrik, die nach seinem Tod im Jahr 1932, von seinem Sohn Peter Neuen übernommen wurde. Die Produktion der dort hergestellten Brustbonbons musste nach Beginn des Zweiten Weltkriegs eingestellt werden, da Peter Neuen zum Krieg eingezogen worden war.[69]
- Der ursprünglich in Harrisleefeld unter dem Namen „Edelweiß“ gegründete gemischte, geistliche und weltliche Chor, benannte sich 1961 in „Singgemeinschaft Nordertor“ um. Heute ist Nordertor-Chor Flensburg e.V. einer der größten Chöre im Norden von Schleswig-Holstein.[70]